# Jiří Gemrot
Jiří Gemrot (* 15. dubna 1957 Praha) je český hudební skladatel, rozhlasový režisér, producent a pedagog.
Na klavír hraje od svých sedmi let. V letech 1972–1976 studoval na pražské konzervatoři hru na klavír u Emy Doležalové a kompozici u Jana Zdeňka Bartoše, poté skladbu u Jiřího Pauera na HAMU, kterou absolvoval v roce 1981. V letech 1982–1986 byl hudebním režisérem Československého rozhlasu, od roku 1986 producentem v hudebním vydavatelství Panton. Jako hudební režisér spolupracoval také s Československou televizí. Od roku 1990 je vedoucím hudebních režisérů Českého rozhlasu. Na Pražské konzervatoři vyučuje skladbu a instrumentaci.

## Život
Jako skladatel stylově vychází z neoklasicismu, jeho skladatelskými vzory byli Sergej Prokofjev, Benjamin Britten a Bohuslav Martinů. Je autorem komorních, orchestrálních i vokálních skladeb.